# Martina Minas-Nerpel
Martina Minas-Nerpel ist eine deutsche Ägyptologin.

## Leben
Sie erwarb 1991	den Magister Artium in Ägyptologie und Klassischer Archäologie an der Universität Trier und mit der Masterarbeit The eponymous priesthoods of the Ptolemaic period. A study of the demotic evidence  1993 den Master of Philosophy in Egyptology (University of Oxford). Von 1991 bis 1993 war sie Michael Wills-Stipendiatin in Oxford. Von 1993 bis 1998 war sie wissenschaftliche Mitarbeiterin im Fach Ägyptologie an der Universität Trier. Einen zusätzlichen Lehrauftrag für Demotisch hatte sie 1996 an der Universität Köln. Nach der Promotion 1998 im Fach Ägyptologie (Universität Trier) wurde ihr 1999 der Dissertationspreises der Universität Trier verliehen. Von 1998 bis 2005 war sie wissenschaftliche Assistentin im Fach Ägyptologie, Universität Trier. Die Alexander von Humboldt-Stiftung förderte sie 2002 als Feodor Lynen-Forschungsstipendiatin an der University of Oxford (unter Beurlaubung von der Assistentenstelle). Nach der Habilitation 2004 und Venia legendi für das Fach Ägyptologie (Universität Trier) war sie von 2005 bis 2006 Forschungsstipendiatin der Gerda Henkel Stiftung. Im März 2005 lehrte sie als Visiting Professor an der Ain-Schams-Universität. 2006 wurde sie zur Lecturer in Egyptology an der Swansea University ernannt (Beförderung 2007: Senior Lecturer, 2010: Reader und 2014: Chair in Egyptology). Freigestellt von Swansea hatte sie von 2008 bis 2009 ein Forschungsstipendium der Gerda Henkel Stiftung. Von 2016 bis 2017 forschte sie als Getty Research Scholar am Getty Museum (freigestellt von Swansea). Seit 1. März 2018 lehrt sie als Professorin für Ägyptologie in Trier.

## Schriften (Auswahl)
- als Herausgeberin mit Jürgen Zeidler: Aspekte spätägyptischer Kultur. Festschrift für Erich Winter zum 65. Geburtstag (= Aegyptiaca Treverensia. Band 7). Zabern, Mainz 1994, ISBN 3-8053-1691-7.
- Die hieroglyphischen Ahnenreihen der ptolemäischen Könige. Ein Vergleich mit den Titeln der eponymen Priester in den griechischen und demotischen Papyri (= Aegyptiaca Treverensia. Band 9). Zabern, Mainz 2000, ISBN 3-8053-2619-X (zugleich Dissertation, Trier 1998).
- mit Günther Sigmund: Eine Ägypterin in Trier. Die ägyptische Mumie und der Sarg im Rheinischen Landesmuseum Trier. Ägyptologische und medizinische Untersuchungen (= Schriftenreihe des Rheinischen Landesmuseums Trier. Band 26). Rheinisches Landesmuseum, Trier 2003, ISBN 3-923319-53-3.
- Der Gott Chepri. Untersuchungen zu Schriftzeugnissen und ikonographischen Quellen vom Alten Reich bis in griechisch-römische Zeit (= Orientalia Lovaniensia analecta. Band 154). Peeters, Leuven 2006, ISBN 90-429-1824-1 (zugleich Habilitationsschrift, Trier 2004).
- mit Friedhelm Hoffmann und Stefan Pfeiffer: Die dreisprachige Stele des C. Cornelius Gallus. Übersetzung und Kommentar (= Archiv für Papyrusforschung. Beiheft 9). Walter de Gruyter, Berlin/New York 2009, ISBN 978-3-11-020120-8.
- als Herausgeberin mit Katja Lembke und Stefan Pfeiffer: Tradition and transformation. Egypt under Roman rule. Proceedings of the international conference, Hildesheim, Roemer- and Pelizaeus-Museum. 3 - 6 July 2008 (= Culture and history of the ancient Near East. Band 41). Brill, Leiden 2010, ISBN 978-90-04-18335-3.
- als Herausgeberin mit Mamdouh Eldamaty und Friedhelm Hoffmann: Ägyptische Königinnen vom Neuen Reich bis in die islamische Zeit. Beiträge zur Konferenz in der Kulturabteilung der Botschaft der Arabischen Republik Ägypten in Berlin am 19.01.2013. Verlag Patrick Brose, Vaterstetten 2015, ISBN 978-3-944207-08-7.